# Bośnia i Hercegowina na Mistrzostwach Europy w Lekkoatletyce 2010
Bośnia i Hercegowina na Mistrzostwach Europy w Lekkoatletyce 2010 – reprezentacja Bośni i Hercegowiny podczas czempionatu w Barcelonie liczyła dwoje zawodników. 

## Wyniki reprezentantów Bośni i Hercegowiny

### Mężczyźni
- Bieg na 100 m
  - Nedim Čović z czasem 34,89 zajął ostatnie, 35. miejsce, w eliminacjach i nie awansował do półfinału

### Kobiety
- Bieg na 400 m
  - Jasna Horozić z czasem 55,97 zajęła ostatnie, 22. miejsce, w eliminacjach i nie awansowała do półfinału